# Мустаки, Жорж
Жорж Мустаки (фр. Georges Moustaki, настоящее имя — Джузеппе Мустакки; 3 мая 1934, Александрия — 23 мая 2013, Ницца) — французский шансонье, бард и композитор.

## Жизнь и творчество
Мустаки родился в еврейской семье эмигрантов с острова Корфу, чьим разговорным языком был итальянский. Отцом его был книготорговец Ниссим Мустакки, матерью — Сара Мустакки. Ещё в юности овладел, помимо итальянского, также арабским и французским языками. Учился во французской школе в Александрии. Во время этого обучения, при посещении с родителями школьных концертов, Мустаки познакомился с миром французского шансона. После окончания средней школы в 1951 году будущий певец приезжает в Париж. К этому времени относятся первые им написанные песни. После знакомства с Жоржем Брассенсом и при его поддержке Мустаки принимает решение попробовать себя как профессиональный музыкант. Из уважения к своему наставнику он выбирает себе в качестве артистического псевдонима имя «Жорж». В 1958 году Мустаки знакомится с Эдит Пиаф, одним из кумиров своей юности, и вступает с певицей в любовные отношения, длившиеся, впрочем, недолго. Для неё он пишет текст к песне Milord на музыку Маргериты Монно.
В 1960-е годы Мустаки как музыкант и поэт создаёт многочисленные шансоны для известных исполнителей: Эдит Пиаф, Далиды, Сержа Реджани, Ива Монтана, Жюльетты Греко, Анри Сальвадора и других. В конце 1960-х он тесно сотрудничает с французской певицей Барбарой, участвует с ней в совместных турне. В 1968 году, в связи с тем, что Барбара заболела, Мустаки впервые самостоятельно выходит на эстраду. С этого дня начинается его сольная карьера певца и исполнителя. Певец вплоть до самого последнего времени ведёт активную артистическую жизнь, много ездит с выступлениями и концертами. Наиболее его популярными песнями являются Ma liberté, Le métèque, Ma solitude, En Mediterranée, Hiroshima und Надежда (Nadjejda). Вместе со своим другом и сверстником, немецким евреем и уроженцем Франкфурта-на-Майне Зигфридом Меиром, в семилетнем возрасте отправленном нацистами в Освенцим, Мустаки пишет книгу «Сын тумана. Еврейские воспоминания», в которой они прослеживают свой жизненный путь с самого детства, один — в Александрии, другой — во Франкфурте-на-Майне.
В 1998 году Мустаки снимается в роли аббата Фариа в телеверсии романа А. Дюма-отца «Граф Монте-Кристо» (с Жераром Депардье в главной роли).
23 мая 2013 года умер в Ницце; причиной смерти стали осложнения от эмфиземы лёгких.